# František Dušek (radiotelegrafista)
František Dušek (15. srpna 1920 Hostomice – 25. května 1941 Langham) byl český palubní radiotelegrafista a střelec 311. československé bombardovací perutě.

## Život

### Před druhou světovou válkou
František Dušek se narodil 15. srpna 1920 v Hostomicích na Berounsku. Jeho rodina se záhy odstěhovala za prací do Francie, odkud se vrátila během Velké hospodářské krize na začátku třicátých let. František Dušek vystudoval Baťovu školu práce ve Zlíně, kde i odmaturoval. Poté působil jako obchodní zástupce ve Francouzské Guyaně.

### Druhá světová válka
V čase vypuknutí druhé světové války se František Dušek nacházel v Bejrútu. Odtud se přesunul do Marseille, kde se 13. ledna 1940 přihlásil do vznikající Československé armády v zahraničí. Po pádu Francie v červnu 1940 se evakuoval do Spojeného království, kde vstoupil do Royal Air Force a po dokončení výcviku na palubního radiotelegrafistu a střelce byl zařazen k 311. československé bombardovací peruti. První operační let absolvoval 16. září 1940 nad Brusel. Dne 25. května 1941 se ve stroji Vickers Wellington B Mk.Ic N3010 KX-L pod velením Stanislava Zeinerta účastnil cvičného letu na střelnici v Langhamu. Po přistání, doplnění paliva a instalaci bomb se letoun z neznámých příčin krátce po startu zřítil a František Dušek se stal jednou z pěti obětí nehody. Pohřben byl na hřbitově u kostela svatého Ethelberta v East Wrethamu. Dosáhl hodnosti četaře.

## Ocenění

### Vyznamenání
- Československá medaile Za chrabrost před nepřítelem
- Československá medaile za zásluhy II. stupně
- Pamětní medaile československé armády v zahraničí

### Posmrtná ocenění
- František Dušek byl in memoriam povýšen do hodnosti majora